# Stele nº 1 di La Mojarra

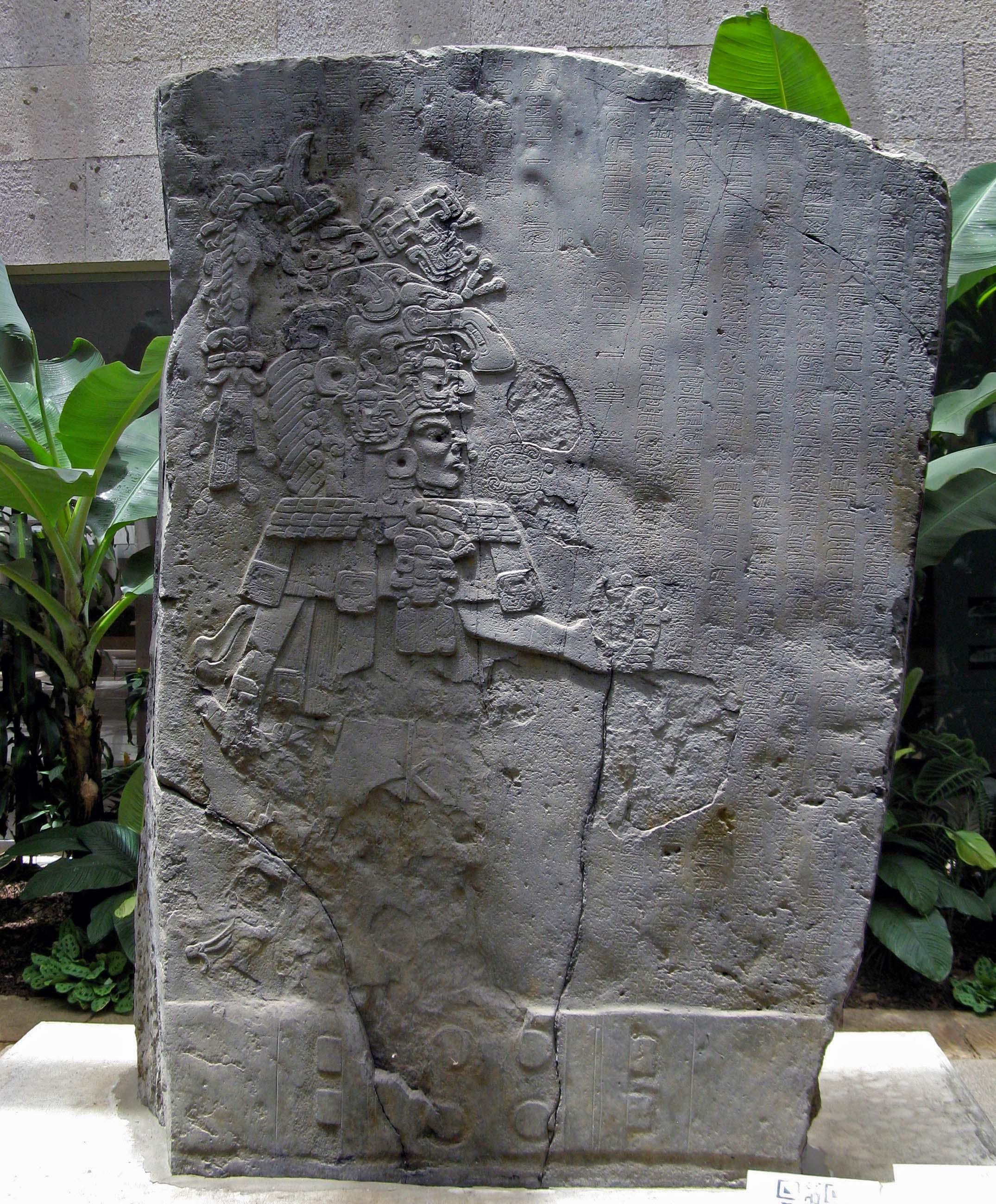
Stele di La Mojarra. Iscrizione in scrittura epiolmeca.

La Stele di La Mojarra, anche stele nº 1 di La Mojarra, è un monumento mesoamaricano del II secolo a.C.
Il nome gli viene dal luogo dove venne rinvenuta: nelle vicinanze del villaggio di La Mojarra, nello stato di Veracruz, in Messico. Non lontano dal sito archeologico di Tres Zapotes.
Si tratta di un blocco di basalto avente un peso di quattro tonnellate ed alta 234 cm.

## Scoperta
Questo monumento è interessante per diversi motivi, cominciando dalle circostanze che portarono alla sua «scoperta». La sua esistenza, sulle rive del fiume Acula era nota da lungo tempo, ma, in seguito all'erosoione della sponda del fiume, era sprofondata nelle acque limacciose. Nel 1986, fu recuperata e portata al nuovo Museo d'Antropologia di Xalapa, ove restò nei depositi per due anni. Uno studente che si era assunto l'incarico di ripulire la stele, notò che vi erano dei graffiti che rappresentavano dei glifi che circondavano una figura umana. Le circostanze di questa «scoperta» hanno dato adito a numerose controversie.
Al momento attuale pare acclarato che non si tratti di un falso, ma piuttosto di un documento d'importanza capitale per lo studio dei sistemi di scrittura mesoamericani.

## Testo
Costituito da più di 500 glifi ripartiti su 21 colonne, il testo è il più lungo tra quelli che formano il corpus della scrittura epiolmeca, a volte anche chiamata scrittura istmica, in quanto, la maggior parte dei testi è stata scoperta nell'istmo di Tehuantepec. Gli altri due testi, più conosciuti, di questo tipo di scrittura sono quelli della Statuetta di Tuxtla e della Stele C di Tres Zapotes. Nel 1993, due ricercatori, John Justeson e Terrence Kaufman hanno affermato, in un articolo comparso su Science, di essere pervenuti a decifrare parzialmente il testo. Si tratterebbe di una scrittura logosillabica che trascriverebbe il «pre-proto-Zoque», une forma precolombiana di un gruppo di lingue ancora parlate nell'istmo di Tehuantepec.
Dopo la scoperta nel 2004 d'un nuovo testo in scrittura epiolmeca su di una maschera in stile Teotihuacan proveniente da una collezione privata, due altri epigrafisti, Stephen Houston e Michael D. Coe hanno messo in dubbio la decifrazione di Justeson e Kaufman. Attualmente le opinioni degli specialisti sono talmente divergenti che è impossibile affermare con certezza se la decifrazione sia da ritenersi corretta: si spera che nuove scoperte archeologiche possano permettere di dare una risposta.
Sulla stele vi sarebbero anche due date in computo lungo.

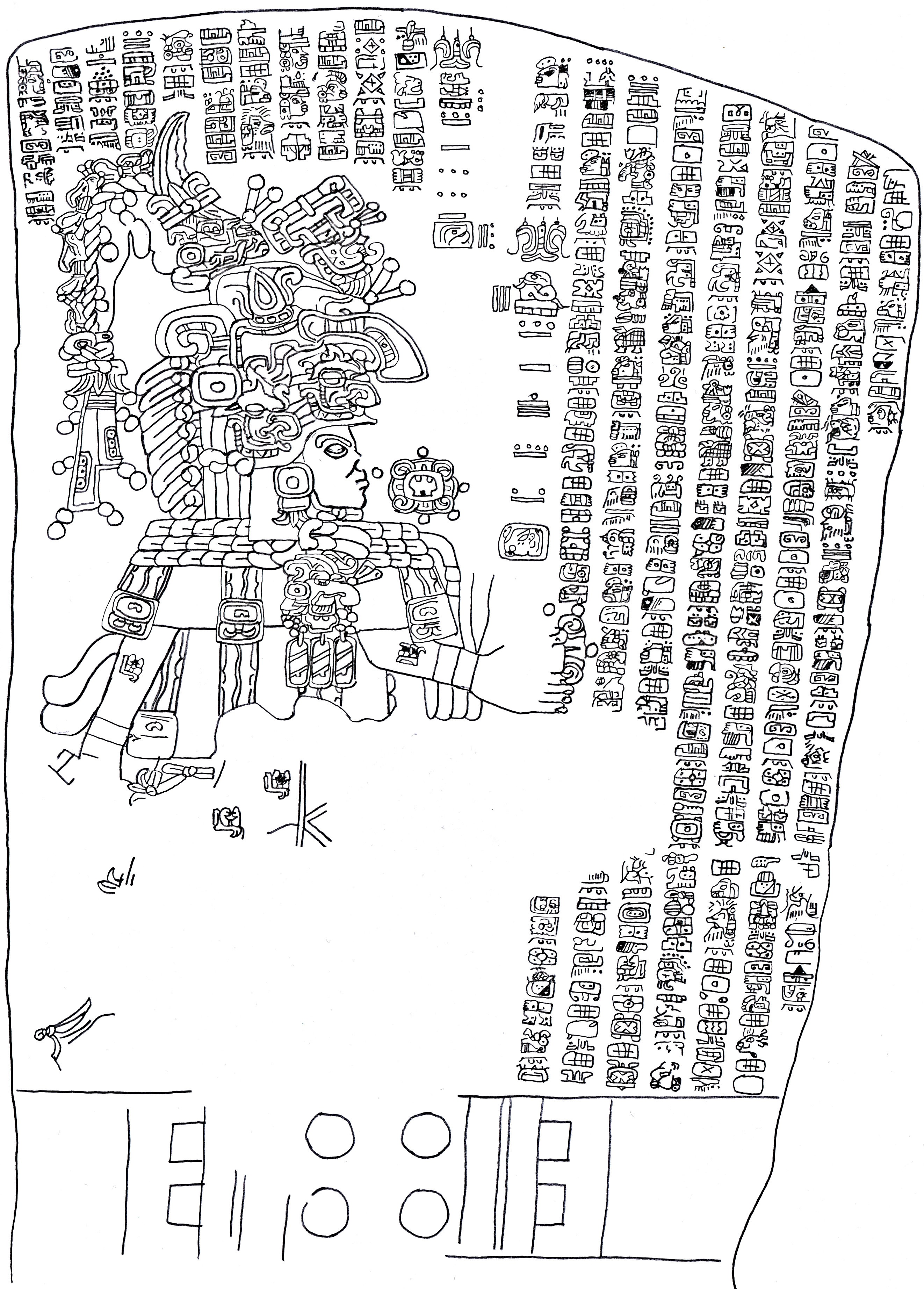
Schizzo della scia.
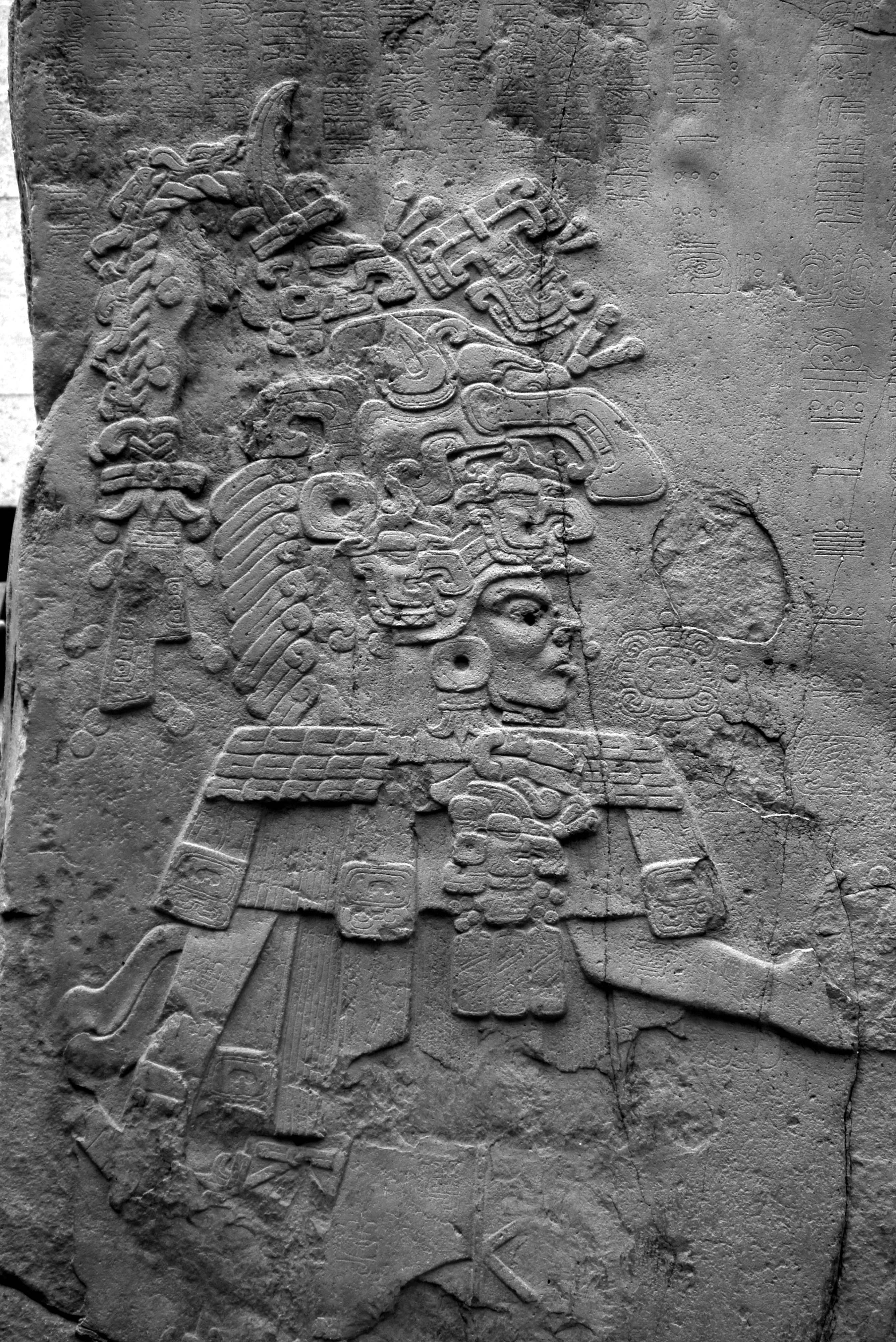
Dettaglio dell'immagine sul lato sinistro della stele, raffigurante un essere umano identificato come il "signore delle montagne coltivate"
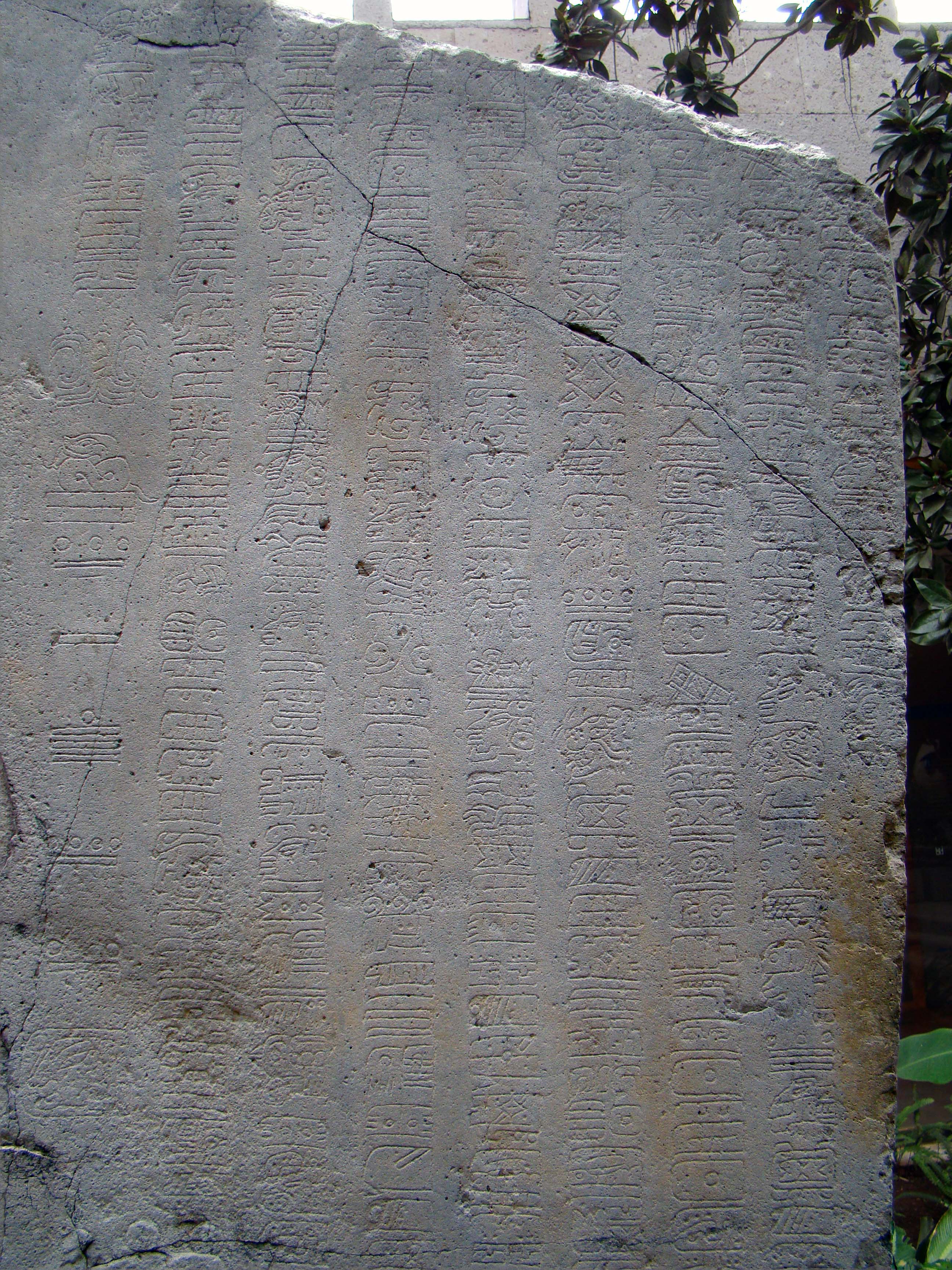
Dettaglio dell'iscrizione in alto.
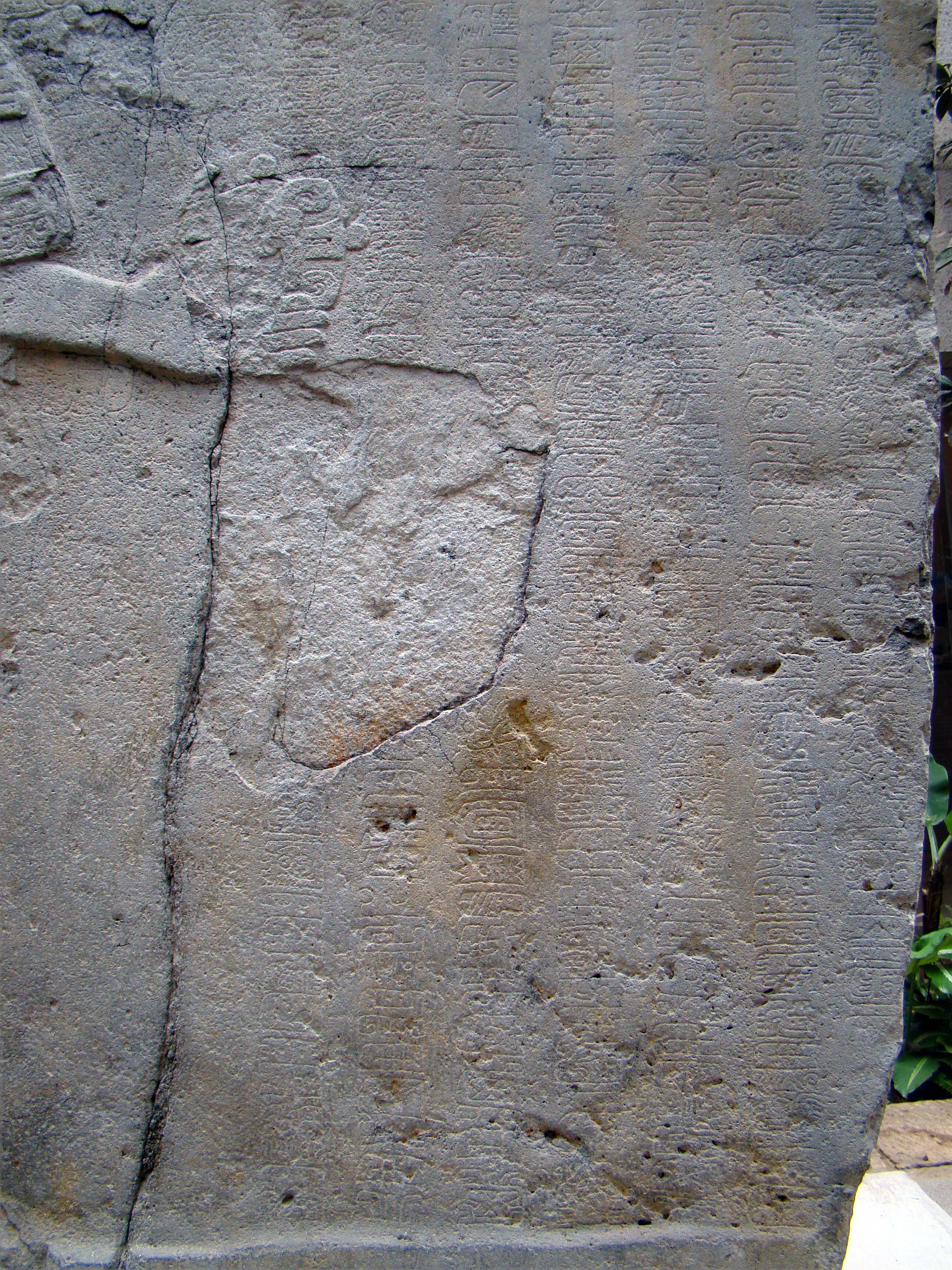
Dettaglio dell'iscrizione sul fondo.